# Neptis frobenia
Espèce
Neptis frobenia est une espèce de lépidoptères (papillons) de la famille des Nymphalidae et de la sous-famille des Limenitidinae.
Elle est endémique de l'île Maurice.

## Morphologie
L'imago de Neptis frobenia est plus grand que celui de son homologue réunionnais Neptis dumetorum. Comme lui, il a le dessus des ailes marron foncé orné de taches jaune orangé.

## Biologie
Les plantes hôtes de sa chenille sont Terminalia bentzoe, Acalypha integrifolia (en) et Acalypha wilkesiana (en).

## Distribution
Neptis frobenia est endémique de l'île Maurice.

## Systématique
L'espèce actuellement appelée Neptis frobenia a été décrite par l'entomologiste danois Johan Christian Fabricius en 1798, sous le nom initial de Papilio frobenia.
Elle fait partie d'un complexe d'espèces insulaires représenté dans la plupart des îles de la zone, avec Neptis dumetorum à l'île de La Réunion, Neptis comorarum aux Comores et Neptis mayottensis à Mayotte.